# 爭點效
爭點效（issue preclusion；附帶禁反言；間接不容否認；間接再訴禁止；禁止同一爭點二重審判；再訟爭禁止效），是一種屬於英美法系禁止反言原則；可以防止當事人對於法院已經判決的爭點再就同一案件再次以不同的訴因為據重啟爭訟。簡而言之即是，“一旦法院判決了對案件裁定所必要的事實或法律問題之後，該判決即......禁止涉及案件的當事方就該案件再次於訴訟中以不同的訴訟原因重啟訴訟(禁反言)”。爭點效背後的理由意向即是防止"法律騷擾"(legal harassment)，以及防止過度使用或濫用司法資源等之情事發生。

## 民事訴訟法
台灣的民事訴訟法並沒有規定爭點效，反而是否定爭點效之存在。亦即，民事訴訟法400條僅規定「經裁判之訴訟標的」有既判力，而255條規定所謂「中間確認之訴」，是以訴訟標的以外之爭點，不生任何拘束力為其前提。民事訴訟法上之「爭點效」一詞是日本東京大學教授新堂幸司所創，但日本法院拒絕採用爭點效之想法。爭點效理論被介紹到台灣後，台灣法院反而逐漸廣泛接受此理論，但學說上仍有人認為爭點效理論是違背民事訴訟法之明文規定，不應採取。中興大學陳啟垂教授也指出德國法院並不認為有所謂爭點效。因此爭點效理論在我國可能是違反法律規定的錯誤想法。

## 刑法
雖然爭點效起自於民法，但自1916年美國訴奧本海默案以來，爭點效已適用於美國聯邦刑法。於1970年，在阿什訴斯文森案中，美國最高法院將爭點效用於雙重危險(雙重追訴)以限制對同時犯罪的起訴。

## 外部連結
- 焦點判決 （页面存档备份，存于）
- 間接不容否認；間接再訴禁止,collateral estoppel （页面存档备份，存于）
- 雙重危險；雙重追訴,double jeopardy （页面存档备份，存于）
- 爭點效 （页面存档备份，存于）
- 「爭點效」之適用要件為何？ （页面存档备份，存于）
- 準備程序之失權 （页面存档备份，存于）